# Frank Carter (Politiker)
Frank Carter (* 27. Juli 1910 in County Longford; † 17. Juli 1988) war ein irischer Politiker der Fianna Fáil. Von 1951 bis 1957 und von 1961 bis 1977 war er Teachta Dála (Abgeordneter) des Dáil Éireann, dem irischen Unterhaus, sowie von 1957 bis 1961 Mitglied des Seanad Éireann, dem irischen Oberhaus des Oireachtas.

## Biografie
Carter war ein Ladenbesitzer. Er wurde erstmals bei den Wahlen 1951 im Wahlkreis Longford–Westmeath in den Dáil gewählt. Diesen Sitz konnte er bei den Wahlen 1954 verteidigen, verlor ihn jedoch bei den Wahlen 1957 wieder. Stattdessen wurde er über die Arbeitsliste in den Seanad Éireann gewählt. Schon bei den Wahlen 1961 konnte er aber seinen Sitz zurückgewinnen und verteidigte diesen bei den Wahlen 1965, 1969 und 1973. Bei den Wahlen zum Dáil Éireann 1977 trat er nicht mehr an.

## Quelle
- Eintrag auf der Homepage des Oireachtas